# Евстафеев, Серафим Васильевич
Серафим Васильевич Евстафеев (1904, дер. Охтома, Олонецкая губерния — 1976, Москва) — советский строитель, работник органов государственной безопасности СССР.

## Биография
Серафим Васильевич Евстафеев родился в 1904 году в деревне Охтома (ныне — Няндомский район Архангельской области). С восемнадцатилетнего возраста работал в родительском хозяйстве. Трудовую деятельность начал в ноябре 1924 года, работал учеником-счетоводом в Няндоме. С марта 1925 года работал председателем волисполкомов Вологодской губернии, секретарём правления Няндомского союза потребительских обществ, секретарём Няндомского окрисполкома.
В 1930 году Евстафеев окончил один курс 1-го Московского государственного университета, в 1934 году — Московский инженерно-экономический институт, после чего работал инженером Всесоюзного научно-исследовательского института по проектированию организации строительства. С сентября 1936 года работал заместителем начальника бюро реконструкции земляных работ треста «Гипрострой», заместителем директора «Гипростроя». В сентябре 1937 — апреле 1938 годов Евстафеев занял должность начальника отдела — члена Комитета по делам строительства при Совете народных комиссаров СССР. Позднее до декабря 1944 года он руководил объединением «Главстроймеханизация» Народного комиссариата строительства СССР. В послевоенное время работал консультантом, начальником группы Совета министров СССР по тяжёлому машиностроению, заместителем управляющего делами — начальником хозяйственного управления Совета министров СССР.
26 августа 1951 года Евстафеев был переведён на работу в органы государственной безопасности СССР, где занял должность заместителя министра государственной безопасности СССР. С 23 мая 1952 года возглавлял 3-й отдел Управления охраны Министерства государственной безопасности СССР.
В апреле 1953 года вернулся к работе в строительных организациях СССР, был членом Государственного комитета СССР по строительству, заместителем начальника объединения «Главдорстрой» при Совете министров СССР, заместителем начальника Главного управления Министерства транспортного строительства СССР, помощником председателя Государственного комитета Совета Министров СССР по делам строительства. Умер в июне 1976 года.
Заслуженный строитель РСФСР. Был также награждён орденами Трудового Красного Знамени и Красной Звезды, рядом медалей.